# Noormannenpoort

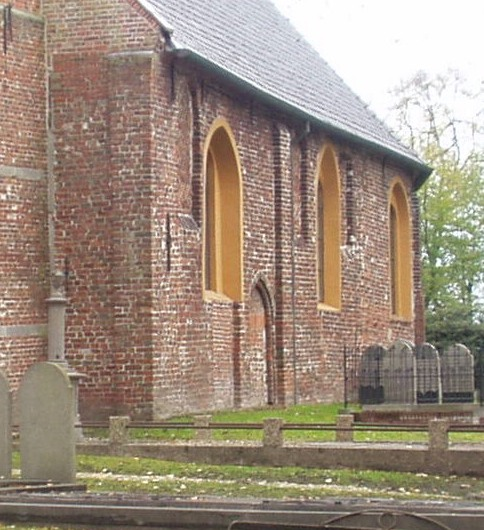
Noormannendeur in de kerk van Noorddijk

Het Noormannenpoortje of de Noormannendeur is de (meestal) dichtgemetselde poort van ongeveer anderhalve meter hoogte aan de noordzijde van een kerkgebouw, die veel voorkomt bij middeleeuwse kerken in de Nederlandse provincies Friesland en Groningen en de Duitse regio Oost-Friesland. De Noormannenpoortjes zouden typerend zijn voor de Waddenkust en het directe achterland van de Noord-Holland tot aan Denemarken. Ze komen echter in een veel groter gebied voor, zowel in Nederland als in Noord-Duitsland en Engeland.
Het verhaal van de Noormannenpoortjes is een moderne sage. Negentiende-eeuwse geleerden beweerden uit de overlevering gehoord te hebben dat deze poorten in opdracht van de Noormannen waren aangebracht. Deze opvatting heeft zich vervolgens – ondanks bestaande twijfel – via boeken, tijdschriften en kranten doorgezet. Deskundigen wezen er bij herhaling op dat deze poorten uit een latere periode dateren en vermoedelijk vanuit de katholieke liturgie zijn ontstaan.
Het verhaal knoopt aan bij een middeleeuwse sage die de oorsprong van de Friese vrijheid moest verklaren. Volgens de Zeventien Keuren uit de 12e eeuw waren de Friezen ooit door Karel de Grote bevrijd uit de overheersing door de heidense Noormannen en door Willibrord (opnieuw) tot het christendom gebracht. Ze hadden de Noormannen een tribuut moeten betalen dat bestond uit klinkende munt. Een latere toevoeging stelt dat alle Friezen als teken van hun slavernij een wilgentenen strop om de hals moesten dragen, zodat de Noormannen hen bij verzet direct konden ophangen. De sage werd aanvankelijk toegeschreven aan de Deense koning Gudfred (ov. 810), daarna aan Godfried Haraldson junior (ov. 885) en ten slotte aan Radboud, die in dit verband eveneens koning van Denemarken werd genoemd. 
In de 14e eeuw (of mogelijk al eerder) werd het verhaal verbonden met een tweede sage, namelijk dat de Friezen hun huizen moeten voorzien van een extra lage toegangsdeur aan de noordkant. Deze dwong hen bij het verlaten van de woning een diepe buiging naar het noorden te maken, waar de koning van Denemarken en de goden van het heidendom zouden resideren.

## Noormannendeurtjes
De oudste gedocumenteerde versie van de sage is te vinden in Thet Freske Riim uit de 15e eeuw.

De kroniekschrijver Eggerik Beninga bericht omstreeks 1550:
… se musten ock int norden an ore huiser enge und klene doren laten maken, um den koninck van Norwegen im utgaen und ingaen de reverentie und er [eer] to bewisen.
Een andere kroniekschrijver, Andreas Cornelius, stelt dat men bij binnenkomst achterwaarts door deze deur moest gaan. De kerken kregen, zo vertelde men vervolgens, eveneens zo'n deur, waardoor de kerkgangers na afloop van de dienst voor de heidense goden moesten buigen. Een meer recente, komisch bedoelde anekdote voegt daaraan toe dat de slimme kerkgangers de kerk achterstevoren verlieten, waardoor ze hun achterwerk naar hun onderdrukkers richtten. Het eerbetoon werd daardoor een belediging.
In werkelijkheid zijn al deze kerken lang na de Vikingtijd gebouwd. Wel bestond er vermoedelijk een van oorsprong Angelsaksische traditie om de gelovigen aan de noordkant de kerk te laten binnenkomen. Men ging door een koude (in de schaduw gelegen) kleine deur binnen en verliet na de loutering van de preek het gebouw door een grote, zonbeschenen deur. Dat was ook bedoeld om het louteringsproces van de sacramenten te benadrukken. 
De noordkant was beladen met negatieve associaties. Ook zelfmoordenaars en vreemdelingen werden aan de noordkant van de kerk onder de druppende dakrand begraven.
Dat de deuren zo laag zijn komt vooral omdat het kerkhof in de loop der eeuwen door begrafenissen is opgehoogd.

Na de Reformatie werden de kerken niet meer van een afzonderlijke noordelijke ingang voorzien; vaak werden deze deuren  dichtgemetseld om tocht tegen te gaan. Het verschil tussen de noordelijke en zuidelijke kant bleef echter nog lang bestaan. De hervormde predikant Albert Cramer te Nüttermoor bij Leer (Oost-Friesland) schrijft bijvoorbeeld in 1725:
Ock heb ick hier geobservert, door dien een zuyder en noorder deure by der Kerke is, dat de manspersonen gedurig door de zuyder, de vrouwen echter gedurig door de noorder deure uit en in gaan, maar wanneer een kind ter doepe aangeboden wordt, altijd door de zuyder deure wordt uit en ingebragt, ook wanneer een Kraamvrouw de eerste mael weder in de Kerke verschijnt, om den almachtigen voor zijne goedheid te danken, door de zuyder deure komt in en uitgaan desgelijk ook een paar volks trouwt, zoo word de zuyder deure van hoor gebruykt in't in en uitgaan.